# Xander Houtkoop
Xander Houtkoop (Amsterdam, 26 marzo 1989) è un ex calciatore olandese, di ruolo attaccante.

## Carriera
Ha giocato nella massima serie del campionato olandese con Heracles e Go Ahead Eagles.